# Charltoniada
Charltoniada là một chi bướm đêm thuộc họ Crambidae.